# Liste der Biografien/Shak
Liste der Biografien |
Portal Biografien |
Personensuche
# |
A |
B |
C |
D |
E |
F |
G |
H |
I |
J |
K |
L |
M |
N |
O |
P |
Q |
R |
S |
T |
U |
V |
W |
X |
Y |
Z |
?
 
Sa |
Sb |
Sc |
Sd |
Se |
Sf |
Sg |
Sh |
Si |
Sj |
Sk |
Sl |
Sm |
Sn |
So |
Sp |
Sq |
Sr |
Ss |
St |
Su |
Sv |
Sw |
Sy |
Sz
 
Sha |
Shc |
She |
Shh |
Shi |
Shk |
Shl |
Shm |
Shn |
Sho |
Shp |
Shr |
Sht |
Shu |
Shv |
Shw |
Shy
 
Shaa |
Shab |
Shac |
Shad |
Shae |
Shaf |
Shag |
Shah |
Shai |
Shaj |
Shak |
Shal |
Sham |
Shan |
Shao |
Shap |
Shaq |
Shar |
Shas |
Shat |
Shau |
Shav |
Shaw |
Shax |
Shay |
Shaz
Die Liste der Biografien führt alle Personen auf, die in der deutschsprachigen Wikipedia einen Artikel haben. Dieses ist eine Teilliste mit 68 Einträgen von Personen, deren Namen mit den Buchstaben „Shak“ beginnt.

## Shak
- Shak, Dan (* 1959), US-amerikanischer Hedgefonds-Manager und Pokerspieler
- Shak, Kam Ching (* 2001), hongkong-chinesischer Sprinter
- Shak-Dagsay, Dechen (* 1959), Schweizer Mantra-Sängerin

### Shaka
- Shaka († 1828), Häuptling der ZuluShaka († 1828)

Shaka († 1828)

- Shaka, Tom (* 1953), US-amerikanischer Bluesmusiker
- Shakafuswa, Jonas, sambischer Politiker
- Shakantu, Pholile, eswatinische Politikerin und Ministerin
- Shakar, Alex (* 1968), US-amerikanischer Schriftsteller
- Shakarami, Yasmin (* 1991), deutsch-ungarisch-iranische Autorin
- Shakarian, Demos (1913–1993), US-amerikanischer Gründer der FGBMFI

### Shake
- Shake, Christi (* 1980), US-amerikanisches Model, Playmate und Schauspielerin
- Shaked, Gershon (1929–2006), israelischer Literaturwissenschaftler, Literaturkritiker, Schriftsteller und Publizist
- Shaked, Josef (1929–2021), österreichischer Psychoanalytiker, Gruppenanalytiker und Psychiater
- Shaked, Tal (* 1978), US-amerikanischer Großmeister im Schach und Jugendweltmeister
- Shakeel, Muhammad (* 1990), pakistanischer Hammerwerfer
- Shakeel, Saud (* 1995), pakistanischer Cricketspieler
- Shakeela, Mariyam, maledivische Politikerin
- Shakembo Kamanga, Clémentine (* 1950), kongolesische Diplomatin (Demokratische Republik Kongo)
- Shaker, Fadel (* 1969), libanesischer Sänger
- Shaker, Hani (* 1952), ägyptischer Sänger und Schauspieler
- Shaker, Noor (* 1983), syrische Unternehmerin und Informatikerin
- Shaker, Zaid ibn (1934–2002), jordanischer Politiker
- Shakerchi, Talal (* 1964), britischer Investmentmanager und Pokerspieler
- Shakeri, Jasmin (* 1979), deutsch-iranische Schauspielerin, Sängerin und SongschreiberinJasmin Shakeri (* 1979)

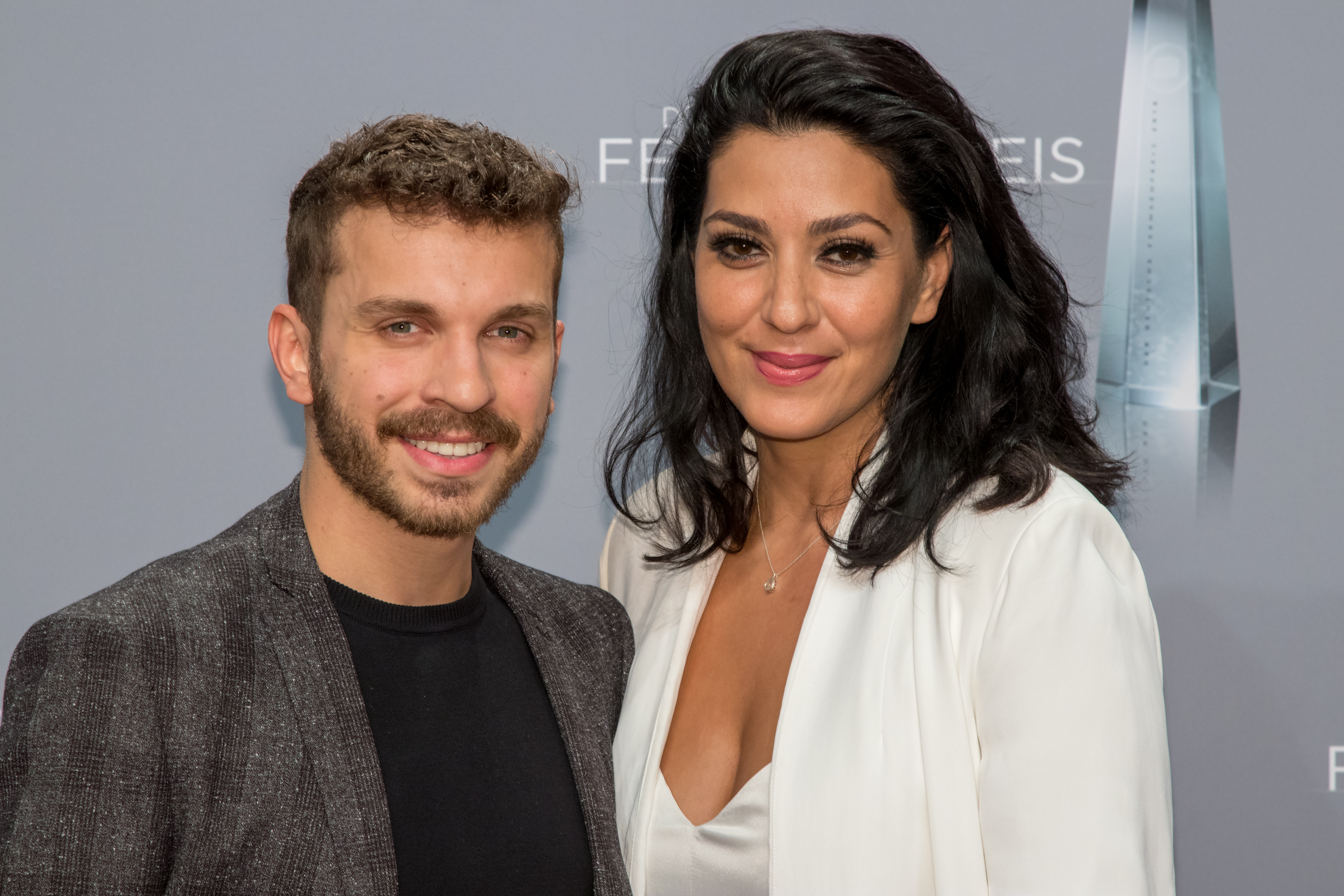
Jasmin Shakeri (* 1979)

- Shakes-Drayton, Perri (* 1988), britische Hürdenläuferin
- Shakeshaft, Jake (* 1995), britischer Sänger
- Shakeshaft, Jennifer (* 1984), US-amerikanische Schauspielerin
- Shakespear, Dorothy (1886–1973), britische Malerin und Grafikerin, beteiligt an der Vortizismus-Bewegung
- Shakespear, Olivia (1863–1938), britische Schriftstellerin
- Shakespeare, Clive (1949–2012), australischer Gitarrist und Musikproduzent
- Shakespeare, Edmund (1580–1607), Schauspieler und Bruder William Shakespeares
- Shakespeare, Frank (* 1930), US-amerikanischer Ruderer
- Shakespeare, Gilbert (1566–1612), Bruder von William Shakespeare
- Shakespeare, Hamnet (1585–1596), Sohn von William Shakespeare und Anne Hathaway
- Shakespeare, Joan (1569–1646), Schwester von William Shakespeare
- Shakespeare, John (1530–1601), Vater von William Shakespeare
- Shakespeare, Mary, Mutter von William Shakespeare
- Shakespeare, Nicholas (* 1957), britischer Journalist und Schriftsteller
- Shakespeare, Robbie (1953–2021), jamaikanischer Musiker (Bassist und Keyboarder)
- Shakespeare, Steven (* 1968), britischer Philosoph
- Shakespeare, Tom (* 1966), englischer Soziologe und Bioethiker
- Shakespeare, William († 1616), englischer Dramatiker, Lyriker und SchauspielerWilliam Shakespeare († 1616)

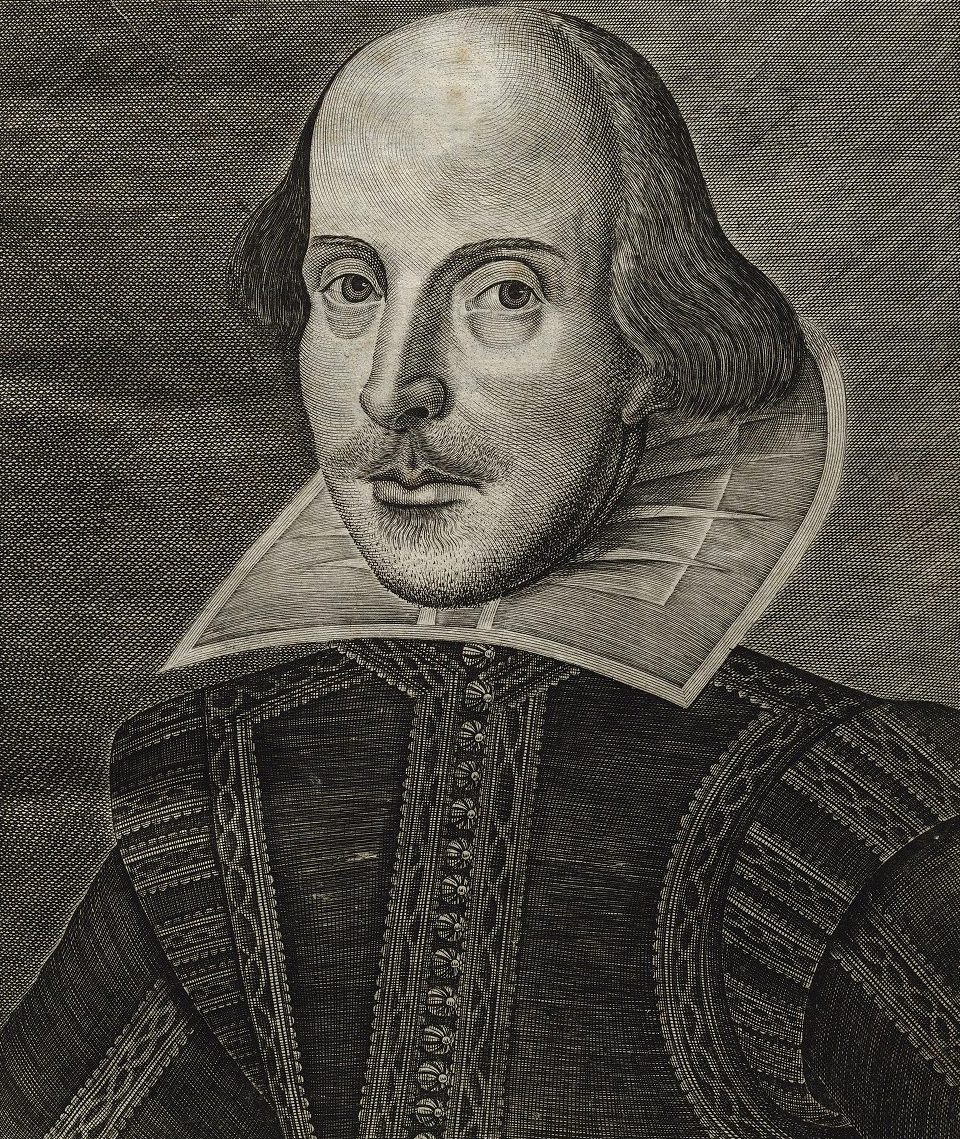
William Shakespeare († 1616)

- Shakey Graves (* 1987), US-amerikanischer Musiker

### Shakh
- Shakhashiri, Bassam (* 1939), amerikanisch-libanesischer Chemiker und Hochschullehrer

### Shaki
- Shaki, Marjan (* 1980), deutsche Musicaldarstellerin
- Shakib, Siba, deutsch-iranische Schriftstellerin
- Shakibai, Khosro (1944–2008), iranischer Film- und Theaterschauspieler
- Shakibaie, Behnam (* 1972), iranisch-deutscher Oralchirurg
- Shakin’ Stevens (* 1948), walisischer Rockabilly-Sänger
- Shakir, Anthony (* 1966), US-amerikanischer Techno- und Houseproduzent
- Shakir, Munir (1969–2025), pakistanischer islamischer Geistlicher
- Shakir, Mustafa (* 1976), US-amerikanischer Schauspieler
- Shakir, Parveen (1952–1994), pakistanische Lyrikerin, Pädagogin und Regierungsangestellte
- Shakir, Zaid, Mitbegründer des Zaytuna Institute (Zaytuna College) in Kalifornien
- Shakira (* 1977), kolumbianische Sängerin

### Shakm
- Shakman, Matt (* 1975), amerikanischer Film- und Fernsehregisseur sowie Schauspieler

### Shako
- Shako, Karmela (* 1987), deutsche Schauspielerin
- Shakovets, Christina (* 1994), deutsche Tennisspielerin

### Shaku
- Shaku, Sōen (1860–1919), japanischer Geistlicher
- Shakur, Afeni (1947–2016), US-amerikanische Bürgerrechtsaktivistin der Black Panther Party, Mutter und Nachlassverwalterin von Tupac Shakur
- Shakur, Assata (* 1947), US-amerikanische Politaktivistin, Mitglied der Black Panther Party
- Shakur, Mopreme (* 1969), US-amerikanischer Rapper
- Shakur, Tupac (1971–1996), US-amerikanischer RapperTupac Shakur (1971–1996)

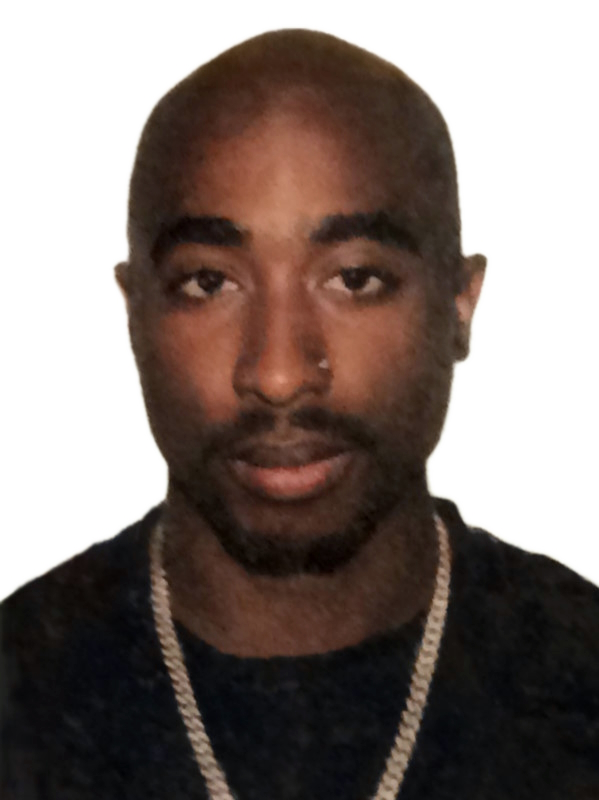
Tupac Shakur (1971–1996)

- Shakuriy, Abduqodir (1875–1943), Vertreter des zentralasiatischen Dschadidismus

### Shaky
- Shakya Chogden (1428–1507), Gelehrter der Sakya-Schule des tibetischen Buddhismus, Gründer des Klosters thub bstan gser mdog can
- Shakya Rinchende, tibetischer Mönch
- Shakya, Josefin (* 1984), schwedische Eishockeyspielerin
- Shakya, Tsering (* 1959), tibetischer Historiker und Tibetologe